# NK Srijemac Strošinci
NK Srijemac Strošinci je nogometni klub iz Strošinaca.
Trenutačno se natječe se u 2. ŽNL Vukovarsko-srijemskoj.
Igrači kluba: Tihomir Tatomirović, Ivica Kopčalić, Jura Milišić, Kristijan Živanović, Marko Vidaković, Marko Fric, Krunoslav Džombić, Luka Pavlović, Mislav Tufekčić, Denis Tatomirović, Marko Novoselac, Josip Novoselac, Igor Ivkić...